# Bluestolva
En bluestolva är en ackord-/tonföljd som följer ett schema i just tolv takter. På varje rad går det 16 fjärdedelsnoter (fyra takter gånger fyra slag). Subdominanten är ackordet på fjärde tonen i tonartens skala ( IV i stegbeteckning, efter romerska beteckningen för fyra)och dominanten ackordet på femte tonen i skalan (V i stegbeteckning, efter romerska beteckningen för fem). (Dominanten är den översta tonen i tonikans ackord.)
| T | T | T | T |
| S | S | T | T |
| D | S | T | T |

En alternativ beskrivning för den som föredrar stegbeteckning:
| I  | I  | I | I |
| IV | IV | I | I |
| V  | IV | I | I |

Exempel: Är C tonika blir följaktligen subdominanten F och dominanten G:
| C | C | C | C |
| F | F | C | C |
| G | F | C | C |

vanligen färgas ackorden, och oftast då med septiman. För exemplet ovan skulle den faktiska sekvensen kunna vara till exempel:
C,C,C,C7,F7,F7,C,C,G7,F7,C,C

## Kända bluestolvor i urval
- Chuck Berry, "Johnny B. Goode"
- Carl Perkins, "Blue Suede Shoes"
- Ray Charles, "What'd I Say" (1959)
- Bill Haley & His Comets, "Rock Around the Clock" (1954) (1955)
- James Brown, I Got You (I Feel Good) (1965)
- Gene Vincent, "Be-Bop-A-Lula" (1956)
- ZZ Top, "Tush" (1975)
- Prince, "Kiss" (1986)